# Чарнков
Чарнков или Ча̀рнкув над Нотѐчьон (на полски: Czarnków, Czarnków nad Notecią; на немски: Czarnikau) е град в Полша, Великополско войводство. Административен център е на Чарнковско-Тшчянски окръг, както и на селската Чарнковска община, без да е част от нея. Самият град е обособен в самостоятелна градска община с площ 10,04 км2.